# Kelníky
Kelníky är en ort i Tjeckien.   Den ligger i regionen Zlín, i den östra delen av landet, 260 km öster om huvudstaden Prag. Kelníky ligger 336 meter över havet och antalet invånare är 176.
Terrängen runt Kelníky är platt åt sydväst, men åt nordost är den kuperad.Runt Kelníky är det ganska tätbefolkat, med 166 invånare per kvadratkilometer. Närmaste större samhälle är Zlín, 13,0 km norr om Kelníky. Trakten runt Kelníky består till största delen av jordbruksmark.